# 鄭昌齡
鄭昌齡（?—?）字夢錫，寧德（今属福建）人。
鄭楫之子。生卒年不詳。李綱門人。初爲教官。宣和三年何渙榜進士，官左宣教郎，秦桧當國，欲網羅到自己門下，請人将此意转達给郑昌龄。鄭題詩推辭。後召为太常寺主簿，不赴。官终承议郎。